# Квон На Ра
Квон На Ра (кор. 권나라, нар. 13 березня 1991, Інчхон, Республіка Корея) — південнокорейська співачка та акторка. Колишня учасниця дівочого гурту Hello Venus.

## Біографія
Квон На Ра народилася 13 березня 1991 року у портовому місті Інчхон. На початку 2012 року під сценічним ім'ям Нара вона приєдналася до дівочого гурту Hello Venus, дебютний альбом якого вийшов у травні того ж року. Практично одразу після початку музичної кар'єри, На Ра дебютувала як акторка епізодичних ролей у телесеріалах. Першою помітною роллю в кар'єрі для неї стала роль прокурора в серіалі «Підозрілий партнер» (2017). У наступному році вона зіграла в серіалі «Ваша честь», в якому виконувала роль дівчини молодого прокурора брат якого злочинець рецидивіст. На початку 2019 року На Ру затвердили на головну жіночу роль в серіалі «Лікар — ув'язнений», в якому вона зіграла психіатра, яка працює у великому шпиталі та як волонтер консультує медичну частину в'язниці.
Наприкінці грудня 2020 року відбулася прем'єра історичного комедійного серіалу «Королівський таємний агент», головну жіночу роль в якому виконує На Ра.

## Фільмографія

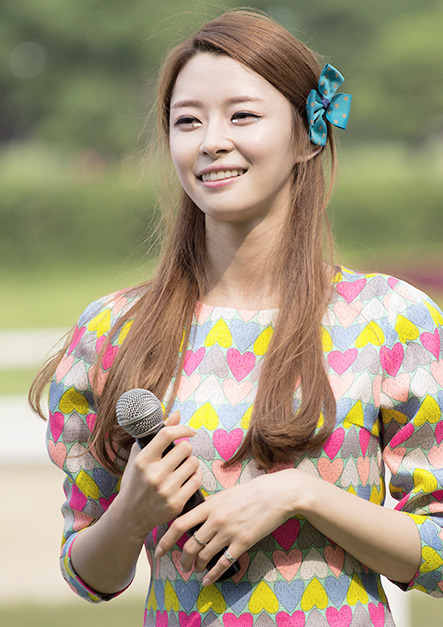
На Ра у 2013 році

### Телевізійні серіали
| Рік       | Назва                            | Роль                     | Мережа        |
| --------- | -------------------------------- | ------------------------ | ------------- |
| 2012      | «Попіклуйся про нас, Капітан»    | камео                    | SBS           |
| 2013      | «Після школи: Пощастить чи ні»   | камео                    | Naver TV Cast |
| 2014      | «Мені потрібна романтика 3»      | камео                    | tvN           |
| 2014      | Хитрість самітньої леді          | камео, (10 серія)        | MBC           |
| 2014      | «Після школи: Пощастить чи ні 2» | Маль Сун (камео)         | Naver TV Cast |
| 2016      | «Артист»                         | Сон Хї (камео)           | SBS           |
| 2017      | «Підозрілий партнер»             | Ча Ю Чон                 | SBS           |
| 2018      | «Мій містер»                     | Чхве Ю Ра                | tvN           |
| 2018      | «Ваша честь»                     | Чу Ин                    | SBS           |
| 2019      | «Лікар — ув'язнений»             | Хан Со Гим               | KBS2          |
| 2020      | «Ітевон Клас»                    | О Су А                   | JTBC          |
| 2020-2021 | «Королівський таємний агент»     | Хон Да Ін                | KBS2          |
| 2021-2022 | «Пульгасаль: Безсмертні душі»    | Мін Сан Ун / Кім Хва Йон | tvN           |

### Фільми
| Рік  | Назва             | Роль      |
| ---- | ----------------- | --------- |
| 2018 | «Фантазія дівчат» | Лі Ха Нам |

## Нагороди
| Рік  | Нагорода                          | Категорія                                      | Робота                       | Результат | Прим. |
| ---- | --------------------------------- | ---------------------------------------------- | ---------------------------- | --------- | ----- |
| 2017 | 25-та Премія SBS драма            | Краща нова акторка                             | «Підозрілий партнер»         | Номінація |       |
| 2018 | 26-та Премія SBS драма            | Краща нова акторка                             | «Ваша честь»                 | Номінація |       |
| 2019 | 55-та Премія мистецтв Пексан      | Краща нова акторка телебачення                 | «Мій містер»                 | Номінація | [ 6 ] |
| 2019 | 12-та Премія Корейської драми     | Краща нова акторка                             | «Лікар — ув'язнений»         | Перемога  | [ 7 ] |
| 2019 | 33-тя Премія KBS драма            | Нагорода за майстерність (акторка мінісеріалу) | «Лікар — ув'язнений»         | Номінація | [ 8 ] |
| 2019 | 33-тя Премія KBS драма            | Краща нова акторка                             | «Лікар — ув'язнений»         | Перемога  | [ 8 ] |
| 2019 | 33-тя Премія KBS драма            | Netizen нагорода                               | «Лікар — ув'язнений»         | Номінація | [ 8 ] |
| 2020 | 56-та Премія Пексан               | Краща телевізійна акторка другого плану        | «Ітевон Клас»                | Номінація | [ 9 ] |
| 2021 | Сеульська міжнародна премія драми | Видатна корейська акторка                      | «Королівський таємний агент» | Номінація |       |
| 2021 | 35-та Премія KBS драма            | Нагорода за майстерність (акторка мінісеріалу) | «Королівський таємний агент» | Перемога  |       |